# Mas"ami Okui"terpiece
Mas"ami Okui"terpiece é a quinta coletânea de Masami Okui. Foi lançada em 8 de março de 2023 pela Lantis e possui 48 faixas divididas em três CDs com 16 músicas cada.

## Produção
O álbum foi concebido para ser parte das comemorações dos 30 anos de carreira da cantora. Um show especial foi feito para as celebrações e para promover o álbum. Okui também disponibilizou todo o acervo da sua época lançado álbuns pela King Records em serviços de streaming online. Cada CD representa uma época de sua carreira, o primeiro tem músicas da época em que gravava com a King Records; o segundo da época da sua própria gravadora, a evolution; e o terceiro tem músicas da sua época de Lantis.
As músicas "Get along" e "ONENESS" foram regravadas especialmente para esta coletânea, com diferentes arranjos.

## Recepção
O álbum chegou à 50ª posição no Oricon Albums Chart; à 59ª posição na Billboard Japan, e à 84ª posição na Billboard Japan Hot 100.

## Faixas
| CD1 - Era da King Records |                                                                                       |                |                     |                |         |  |
| N.º                       | Título                                                                                | Letras         | Música              | Arranjo        | Duração |  |
| 1.                        | "Dare Yori mo Zutto..." (de Fantasia)                                                 | Satomi Arimori | Toshiyuki Watanabe  | T. Watanabe    | 3:37    |  |
| 2.                        | "REINCARNATION" (de Uchuu no Kishi Tekkaman Blade II)                                 | S. Arimori     | Takashi Kudou       | Toshiro Yabuki | 3:56    |  |
| 3.                        | "Jama wa Sasenai" (de Slayers Next)                                                   | M. Okui        | M. Okui e T. Yabuki | T. Yabuki      | 4:39    |  |
| 4.                        | "Rondo Revolution" (de Shoujo Kakumei Utena)                                          | M. Okui        | T. Yabuki           | T. Yabuki      | 4:35    |  |
| 5.                        | "Sou da, Zettai" (de Soreyuke! Uchuu Senkan Yamamoto Yohko II)                        | M. Okui        | T. Yabuki           | T. Yabuki      | 4:36    |  |
| 6.                        | "Birth" (de Cyber Team in Akihabara)                                                  | M. Okui        | M. Okui e T. Yabuki | T. Yabuki      | 4:25    |  |
| 7.                        | "Taiyou no Hana" (de Cyber Team in Akihabara)                                         | M. Okui        | M. Okui             | T. Yabuki      | 4:33    |  |
| 8.                        | "AKA" (de Cyber Team in Akihabara)                                                    | M. Okui        | T. Yabuki           | T. Yabuki      | 4:50    |  |
| 9.                        | "Key" (de Cyber Team in Akihabara)                                                    | M. Okui        | T. Yabuki           | T. Yabuki      | 3:47    |  |
| 10.                       | "Tenshi no Kyuusoku" (de Soreyuke! Uchuu Senkan Yamamoto Yohko)                       | M. Okui        | T. Yabuki           | T. Yabuki      | 3:51    |  |
| 11.                       | "only one, No.1" (de Di Gi Charat)                                                    | M. Okui        | T. Yabuki           | T. Yabuki      | 3:51    |  |
| 12.                       | "TURNING POINT"                                                                       | M. Okui        | T. Yabuki           | T. Yabuki      | 5:39    |  |
| 13.                       | "Sora ni Kakeru Hashi" (de Tales of Eternia THE ANIMATION)                            | M. Okui        | M. Okui             | T. Yabuki      | 5:25    |  |
| 14.                       | "Megami ni Naritai ~for a yours~" (usada nas aberturas dos especiais de Di Gi Charat) | M. Okui        | T. Yabuki           | T. Yabuki      | 4:30    |  |
| 15.                       | "Shuffle" (de Yu-Gi-Oh! Duel Monsters)                                                | M. Okui        | T. Yabuki           | T. Yabuki      | 5:23    |  |
| 16.                       | "DEPORTATION〜but, never too late〜" (de Konya wa Pune Pune)                          | M. Okui        | M. Okui             | topbeam        | 4:15    |  |
| Duração total:            | Duração total:                                                                        | Duração total: | Duração total:      | Duração total: | 71:52   |  |

| CD2 - Era da evolution |                                                                         |                |                   |                           |         |  |
| N.º                    | Título                                                                  | Letras         | Música            | Arranjo                   | Duração |  |
| 1.                     | "Olive" (de Animelomix)                                                 | M. Okui        | M. Okui           | Hideyuki Suzuki           | 4:48    |  |
| 2.                     | "TRUST" (de Kore ga Watashi no Goshujin-sama)                           | M. Okui        | M. Okui           | Daiju Takatou             | 4:16    |  |
| 3.                     | "mitsu"                                                                 | M. Okui        | Monta             | Monta                     | 6:28    |  |
| 4.                     | "God Speed"                                                             | M. Okui        | Monta             | H. Suzuki                 | 3:59    |  |
| 5.                     | "zero-G-" (de Ray the Animation)                                        | M. Okui        | Monta             | H. Suzuki                 | 3:56    |  |
| 6.                     | "WILD SPICE" (de Muteki Kanban Musume")                                 | M. Okui        | Monta             | Monta                     | 4:32    |  |
| 7.                     | "SOLDIER 〜Love Battlefield〜"                                          | M. Okui        | Hidetake Yamamoto | H. Yamamoto               | 4:23    |  |
| 8.                     | "Remote Viewing" (de Routes)                                            | M. Okui        | Michio Kinugasa   | H. Suzuki                 | 3:57    |  |
| 9.                     | "It’s my life"                                                          | M. Okui        | Monta             | T. Yabuki e Tsutomu Ohira | 3:58    |  |
| 10.                    | "-w-"                                                                   | M. Okui        | Monta             | Monta e MACARONI☆         | 4:16    |  |
| 11.                    | "RING" (de Jikuu Keisatsu Wecker Signa)                                 | M. Okui        | Monta             | Monta                     | 4:18    |  |
| 12.                    | "Murasaki On -sion-" (de Muv-Luv (all-age))                             | M. Okui        | M. Okui           | IPPEI                     | 4:32    |  |
| 13.                    | "INSANITY" (de Muv-Luv Alternative Total Eclipse)                       | M. Okui        | Monta             | H. Suzuki                 | 4:00    |  |
| 14.                    | "LOVE SHIELD" (de Koisuru Otome to Shugo no Tate -The shield of AIGIS-) | M. Okui        | Monta             | MACARONI☆                 | 3:56    |  |
| 15.                    | "Flower" (de Anipara Ongakukan)                                         | M. Okui        | M. Okui           | Hiroshi Uesugi            | 5:41    |  |
| 16.                    | "Takarabako -TREASURE BOX-" (de SHIROBAKO)                              | M. Okui        | KAYOKO            | Naoki Chiba               | 3:51    |  |
| Duração total:         | Duração total:                                                          | Duração total: | Duração total:    | Duração total:            | 66:51   |  |

| CD3 - Era da Lantis |                                                                                     |                   |                  |                 |         |  |
| N.º                 | Título                                                                              | Letras            | Música           | Arranjo         | Duração |  |
| 1.                  | "Good-bye crisis" (de Hello, Good-bye)                                              | TRINITY           | TRINITY          | MACARONI☆       | 4:24    |  |
| 2.                  | "Dive to Future" (de Princess Frontier Portable)                                    | M. Okui           | Monta            | MACARONI☆       | 4:40    |  |
| 3.                  | "Real☆Starter"                                                                      | M. Okui           | M. Okui          | Tatsuya Kikuchi | 4:34    |  |
| 4.                  | "Sora no Uta" (de Kyoukaisen Jou no Horizon II)                                     | M. Okui           | M. Okui          | Takago Azuma    | 42      |  |
| 5.                  | "WOLF〜FINAL, THE LAST GOLD〜" (de CR GARO FINAL)                                   | M. Okui           | M. Okui          | Masaki Suzuki   | 4:01    |  |
| 6.                  | "Hikari no Hana" (de Muv-Luv photonflowers* e Muv-Luv photonmelodies♮)              | M. Okui           | M. Okui          | H. Suzuki       | 6:09    |  |
| 7.                  | "Sei no Honoo" (de Hunter Hero)                                                     | Queen Mesa        | Queen Mesa       | MACARONI☆       | 4:10    |  |
| 8.                  | "SYMBOLIC BRIDE〜Rebellion of Valkyrie〜"                                           | M. Okui           | M. Okui          | H. Suzuki       | 4:45    |  |
| 9.                  | "Innocent Bubble"                                                                   | M. Okui           | Katsuhiko Kurosu | K. Kurosu       | 4:05    |  |
| 10.                 | "Sophia" (de GARO -VANISHING LINE-)                                                 | M. Okui           | Naoyuki Osada    | N. Osada        | 5:28    |  |
| 11.                 | "Honoo ~Yami no Hoshou~ HIKAGE" (de CR Garo GOLDSTORM Sho)                          | M. Okui           | M. Okui          | Kenichi Sudo    | 4:21    |  |
| 12.                 | "Blood Blade -Hikari to Yami no Kanata ni-" (de Langrisser Re:Incarnation -Tensei-) | M. Okui           | M. Okui          | Jun Yamazaki    | 4:27    |  |
| 13.                 | "Kibou no Tsubasa"                                                                  | Jiro Ishii e FiFS | M. Okui          | H. Suzuki       | 5:09    |  |
| 14.                 | "Aimaisa, Koufukuron" (de Reiwa no Di Gi Chara)                                     | M. Okui           | T. Yabuki        | T. Yabuki       | 4:22    |  |
| 15.                 | "Get along" (de Slayers)                                                            | S. Arimori        | T. Yabuki        | T. Yabuki       | 4:10    |  |
| 16.                 | "ONENESS" (de Animelo Summer Live)                                                  | M. Okui           | M. Okui          | H. Suzuki       | 6:21    |  |
| Duração total:      | Duração total:                                                                      | Duração total:    | Duração total:   | Duração total:  | 75:48   |  |